# 焦爾車站
焦爾車站（匈牙利語：Győr vasútállomás）是匈牙利焦爾-莫松-肖普朗州首府杰尔的主要鐵路車站，於1855年12月24日啟用。
該車站是連接奧地利和斯洛伐克的國際列車的重要停靠站。